# 小野甚味噌醤油醸造
小野甚味噌醤油醸造株式会社（おのじんみそしょうゆじょうぞう）は、京都府京丹後市峰山町杉谷300に本社を置く醸造元。醤油、味噌、調味料などの製造・販売を行っている。1912年（大正元年）創業、1953年（昭和28年）4月18日設立。

## 歴史

### 創業から戦前
1912年（大正元年）創業。創業地は京都府中郡新山村（現在の京丹後市峰山町新町）にあり、太平洋戦争中には河辺飛行場となった場所にあった。戦後に現在地に移転。他方で味噌・醤油の醸造を学んだ小野甚左衛門（初代）が故郷に戻り創業したもので、地元で収穫されていた大豆と小麦を使い、当時、一大産業であった丹後ちりめんの製糸工場や機織工場に醸造した味噌や醤油を提供した。
1927年（昭和2年）に起こった北丹後地震では、もっとも近い町である峰山町の9割の家屋が倒壊・焼失しており、新山村にあった小野甚の工場も全壊した。再建には数年を要し、1939年（昭和14年）～1940年（昭和15年）頃に味噌と醤油の醸造を再開した。

### 戦後
1949年（昭和24年）、醸造に適した水が得られる中郡峰山町の現在地に移転。その当時は珍しかったオート三輪で顧客への商品配送を開始した。
1953年（昭和28年）4月18日に「小野甚味噌醤油醸造株式会社」を設立した。1965年（昭和40年）時点の中郡の味噌醤油生産業者としては、小野甚味噌醤油醸造株式会社のほかに、峰山町新町の白菊醤油株式会社、大宮町河辺の桔梗屋醤油株式会社もあった。
1975年（昭和50年）に本醸造醤油を製造し始める。京都府内の醸造業他社に先駆けて着手した事業だった。

### 現在の取組

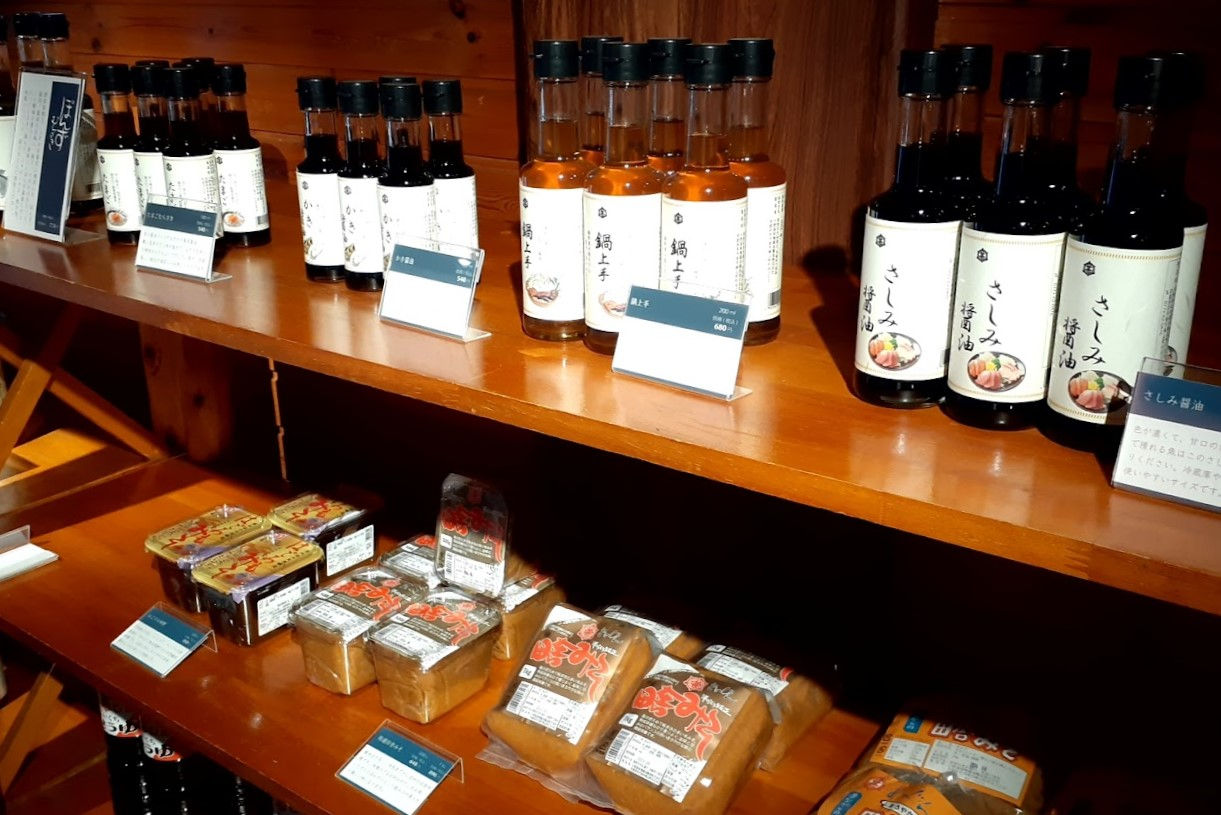
様々な調味料の商品

初代・甚左衛門から数え親子4代にわたり家業を継ぐ。味噌や醤油などの定番商品に加えてオリジナルの調味料を商品化し、人気を博している。地元産の素材を用いた商品づくりを意識している。商品の顧客は関西圏が多いが、近年には首都圏の顧客も増加している。
1978年（昭和53年）、それまでにない分野の商品開発に着手し、「超淡口醤油」や「あま酒」を、1993年（平成5年）に「ぽんずむらさき」をそれぞれ商品化する。2000年（平成12年）に工場を改装する。2004年（平成16年）から荏胡麻を使用したドレッシングやふりかけ、ソースの開発をはじめる。
麹を使用し、2008年（平成20年）に琴引浜の海水塩と実生の柚子を使った「琴引の塩ぽんず」や丹後産の黒ニンニクを使用した「黒にんにくソースドレッシング」など、味噌醤油を用いない各種の調味料の発売にも着手し、2016年（平成28年）からアジアやヨーロッパへの販路開拓を実現した。フランス、シンガポールなどに出荷されている。2023年（令和5年）には「塩こうじを使った弁当の一品」のインスタグラム投稿を広く呼びかけるなど、麹製品の需要拡大や顧客と共同したレシピ開発にも取り組む。
2021年（令和3年）5月、脂身の多いブリの刺し身に弾かれない粘度のある醤油開発をめざし、伊根町の向井酒造が赤米で醸造する「伊根満開」の酒粕を配合した調味料「酒ひしお」の生産販売を始める。2年醸造の再仕込み醤油に酒粕を混ぜて醸造させている。

#### おうち蔵ぶ
丹後杜氏にはじまり醸造文化が根付く丹後地方では、21世紀現在も多くの酒造会社等醸造業があり、発酵文化が根付いているとされる。新型コロナウイルス感染症の流行によって「おうち時間」が増えたとされる2021年（令和3年）、かつて各家庭でも醸造したもろみを原料に製造していた麹を手軽に使う文化を復興すべく、醤油と少量のもろみ麹をセット販売する「もろみ味噌づくりセット」など、「おうち蔵ぶ」シリーズを商品化した。

#### 丹後 四季のお届け便
2022年（令和4年）夏から地元農家など生産者と連携し、旬の食材と小野甚の調味料をセットにした「丹後 四季のお届け便」を考案し、季節限定で全国にインターネット販売を始めた。夏はめんつゆと古代米の麺のセット、秋はおかず味噌と卵かけごはん用醤油とコシヒカリのセット、冬は酒粕入り醤油と餅のセット、春は塩麹と春野菜のセット、といった組み合わせで、「旬の京丹後」や「健康長寿」をキャッチフレーズに食による地域振興を掲げる京丹後市の食の魅力を広く届けることに使命感をもち、改良を加えながら四季折々の商品を展開する方針を表明している。

## 主な商品

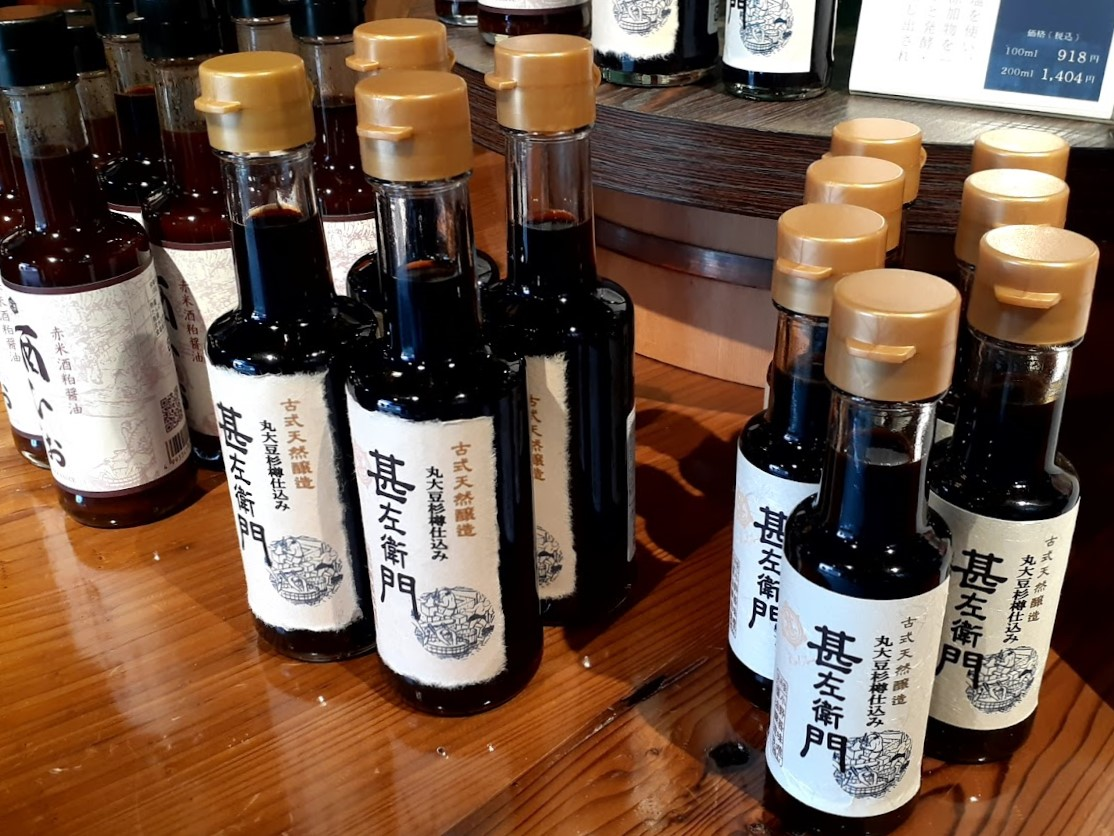
創業者の名を冠した醤油の看板商品「甚左衛門」

### 味噌
- はごろも味噌 - 丹後産大豆、丹後産コシヒカリ、モンゴルの湖底が原料の低塩赤味噌。
- 黒豆長熟味噌 - 丹後産の黒大豆と丹後産コシヒカリの米こうじが原料の黒豆味噌。
- 特選田舎味噌 - 天然熟成醗酵させた淡色系特選田舎味噌。

### 醤油
- 酒ひしお - 古代米（赤米）醸造の日本酒の甘みやフルーティな香りが感じられるのが特徴のとろみのある醤油[6]。
- 甚左衛門 - 丹後産の大豆、国産小麦、赤穂の海水塩など材料にこだわり、古式の天然醸造法で発酵熟成させた初代・小野甚の製法を伝える濃口醤油[11]。
- かけむらさき - 豊潤な味と香りが特長の再仕込み醤油。脱脂加工大豆を主原料とする[12]。
- こいむらさき - 醗酵熟成期間を1年間とし、うま味と甘みのバランスを引き出した濃口醬油[13]。脱脂加工大豆を主原料とする。
- うすむらさき - 京料理を中心に関西圏で特に需要がある淡口醤油[14]。

### 調味料
- 琴引の塩製品 - 琴引浜の海水で精製する塩を用いた調味料[8]。
  - 琴引の塩ぽんず
  - 琴引の塩麹
- 黒にんにく製品 - 黒にんにくはニンニクを熟成・発酵させることで本来の栄養価を高めた健康食品として知られ、一定の条件下で栽培・完熟発酵させた「フルーツガーリック」と呼ばれる丹後産黒にんにくは、特に高品質の黒にんにくとして高く評価されている[15]。
  - ドレッシング - 丹後産の黒にんにくを基軸に、赤ワインや昆布出汁を合わせた製品[16]。
  - 黒にんにく塩麹
- えごま製品 - 稀少とされる国産のえごまのみを使用する[17]。
  - えごまドレッシング
  - えごまふりかけ